# 12 oz. Mouse
12 oz. Mouse, noto anche come 12 Ounce Mouse o Ozmo, è una serie televisiva animata statunitense del 2005, creata, diretta e sceneggiata interamente da Matt Maiellaro.
La serie ruota attorno a Mouse Fitzgerald, noto anche col suo soprannome "Fitz", un topo alcolizzato che svolge dei lavori in un ufficio di collocamento per potersi permettere la birra. Insieme al suo amico cincillà Skillet, Fitz inizia a recuperare i ricordi repressi di quando aveva una moglie e un figlio che ora sono svaniti. Questo lo porta a cercare risposte sul suo passato e sulle forze oscure che sembrano manipolare il suo mondo. Nel corso del tempo la serie ha sviluppato un fenomeno di culto.
La serie è stata trasmessa per la prima volta negli Stati Uniti su Adult Swim dal 19 giugno 2005 al 17 dicembre 2006, per un totale di 20 episodi ripartiti su due stagioni. Il 16 maggio 2007 è stato pubblicato un webisodio sul servizio streaming Adult Swim Video. Il 15 ottobre 2018 è stato trasmesso uno speciale dedicato alla serie, rivelando un sequel per la serie. Il 1º aprile 2020 è stato trasmesso il primo episodio della terza stagione come parte della tradizione del Pesce d'Aprile di Adult Swim. La stagione ha ripreso ufficialmente la sua trasmissione dal 21 luglio al 1º agosto 2020 per altri 10 episodi.
Nel febbraio 2021 è stato annunciato che la serie non è stata rinnovata per una quarta stagione.

## Genere e struttura
La serie appartiene a diversi generi cinematografici come thriller, azione, mistero, avanguardia e umorismo surreale. Caratterizzata da un arco narrativo non lineare, la serie utilizza un formato seriale e la sua trama si sviluppa verso la commedia dell'assurdo, con elementi di mistero e thriller, spesso con l'uso di immagini subliminali che lampeggiano nello schermo durante i momenti chiave della trama.
La serie esprime i suoi concetti tramite discorsi surreali spesso contenenti frasi senza senso, criptiche o interrotte, tutte rigirate in una sorta di umorismo.

## Trama

### Serie televisiva (2005-2006)
Un topo alcolizzato di nome Mouse Fitzgerald, noto anche come Fitz, passa il suo tempo a derubare banche e far esplodere edifici con il suo migliore amico cincillà Skillet. Inizia a lavorare per lo squalo Shark, uno squalo gestore di un ufficio di collocamento, per permettersi di acquistare la birra che consuma e nel frattempo fa la conoscenza dell'uomo d'affari Rectangular Businessman. Durante la notte, il topo ha degli strani sogni che lo vedono ritratto con una moglie e una figlia che ora sono svaniti e questo lo porta a cercare risposte sul suo passato e sulle forze oscure che sembrano manipolare il suo mondo tra cui un orologio senziente e una figura ombrosa. Mentre il barista Rhoda e il proprietario del negozio di liquori Liquor sembrano essere segretamente a conoscenza del passato del topo e della natura del loro mondo, Mouse e Skillet si recano in un vasto campo di corn dog dove incontrano il contadino Roostre. Dopo aver invitato il topo a passare quella notte da lui, Roostre menziona come un tale chiamato C. J. Muff sia scappato da un progetto noto come Q109 in cui era coinvolto con Mouse. Nel frattempo accadono fatti misteriosi: Shark è in combutta con Rectangular Businessman, il fantasma The New Guy compare in città e Liquor riceve erroneamente una lettera indirizzata a Roostre. Mouse trova un enorme ragno nella sua casa e dopo aver chiamato Shark, questo gli suggerisce che ci sono anche un telefono congelato nella ghiacciaia e una mano mozzata sotto il suo letto. Mouse si rece al bar di Rhoda dove lo trova apparentemente ucciso con delle frecce, tuttavia un sosia di Rhoda si presenta da dietro il bancone rivelando come il primo fosse solo un falso e fatto di metallo. Dopo averlo costretto a dargli delle risposte, Mouse torna alla fattoria di Roostre e ha un altro flashback in cui sua moglie incontra Shadowy Figure. Il topo sequestra Roostre insieme a Peanut Cop e Golden Joe, tuttavia, minacciati da The New Guy, iniziano a liberarsi e a scappare. Mouse scopre che Shark ha organizzato una festa a cui non è stato invitato e decide di andarci con Skillet. Mentre il vero Rhoda viene ucciso telepaticamente da Rectangular Businessman, Shark fa punire un logorroico Eye durante la festa da Pronto.
Roostre, Joe e Peanut Cop raggiungono la festa di Shark, tuttavia Fitz è intrappolato in una serie di illusioni create dallo squalo. Tornato al locale, Liquor porta Roostre in cantina, dove lo intrappola nella ragnatela del ragno gigante. Dopo essere stato catturato dall'orologio, Skillet viene salvato da The New Guy e insieme a Fitz e Eye scappano nel deserto. Nel frattempo, la lettera che ha ricevuto Liquor riempe letteralmente di sangue il suo locale e il barista simula la sua morte agli occhi di Shark. Fitz e gli altri raggiungono il locale e dopo che Liquor esegue un intervento chirurgico su Eye, rivela un gemello di Eye da dietro il suo scaffale. Mentre Shark e Rectangular Businessman fanno esplodere edifici e persone a bordo dell'auto dello squalo, la mano mozzata si infiltra nel locale di alcolici attaccando Peanut Cop e Golden Joe, tuttavia viene catturata da Liquor all'interno di un barattolo. L'operazione su Eye si rivela un successo, mentre Roostre, avvolto in un bozzolo, viene trascinato in una grotta dal ragno gigante. Suonando il pianoforte, il ragno forma uno sciame di note musicali che raggiungono la fattoria di Roostre. Fitz escogita un piano e si reca con Skillet alla fattoria dove vengono attaccati dalle note musicali. Intrappolati nel seminterrato, i due trovano una grande scorta di armi, una radiosveglia, una mappa e un razzo a forma di corndog. I due decidono di caricare le armi sul razzo e raggiungono lo spazio facendo esplodere la fattoria. Mentre Shark non riesce più a far partire la sua auto e Rectangular Businessman decide di andare a comprare un'armonica, Mouse e Skillet intravedono dallo spazio una "vera città" oltre Cardboard City. A corto di carburante, i due si schiantono all'ultimo piano di un grattacielo. Nel frattempo, Roostre fa amicizia con il ragno, il quale decide di liberarlo e di seguirlo per attivare il Corn-Droid. Mentre Skillet ripara e trasforma la donna dal maglione verde in un robot armato, Fitz scopre un enorme armadio nascosto inserendo la radiosveglia in una fessura nel muro. Al locale di Liquor, quest'ultimo esegue un cabaret per i due occhi e dopo aver concluso la serata, si reca nel retro dove parla con Shadowy Figure. Nel frattempo, il secondo occhio si fa crescere delle braccia e minaccia il primo estraendo una pistola. Peanut Cop decide di diventare un pompiere e ruba un camion dei pompieri a propulsione, facendo salire Liquor e attraversando la città. Mentre la mano mozzata scorrazza in giro per la città, Fitz e Skillet esaminano la mappa che hanno trovato nel seminterrato di Roostre e scoprono un tunnel che porta fuori dalla loro città. Intanto Pronto ruba la "Catena animale" dalla sala di controllo di Shark, mentre Peanut Cop viene catturato e rinchiuso in una stanza da Shadowy Figure. Nel frattempo, Roostre e il ragno attraversano la città con dei jet pack e entrano nelle fogne. Tramite una mappa, Liquor raggiunge il grattacielo con il camion dei pompieri di Peanut Cop e sale al 750º e ultimo piano del grattacielo dove incontra Fitz, Skillet e la donna armata. Nelle fogne, Roostre conduce il ragno al Corn-Droid segreto e rivela di aver bisogno della sua mano mancante per attivarlo. La mano mozzata cerca di scampare alle frecce di Pronto e dopo aver incontrato Producer Man, si insinua nel suo cervello controllandolo dall'interno. Portandosi appresso un enorme pistola, Shark e Rectangular Businessman si dirigono alla stazione di servizio che Fitz e Skillet hanno precedentemente dato alle fiamme. Nel frattempo Fitz, Skillet e Liquor fanno iniezioni endovenose nel tentativo di "sognare dalla carne", mostrando come Liquor sia perseguitato da uno strano sogno in cui si trova in un cimitero. Intanto la mano conduce Producer Man al grattacielo, dove prende l'ascensore. Fitz sogna di ricevere delle "Asprind" da Shark e successivamente una conversazione con Roostre alla fattoria. I due discutono di Q109, della "xenomorfintazione" e di robot che avrebbero precedentemente costruito. Mouse si sveglia e scalando l'armadio gigante, trova una replica della "Catena Animale". Al cimitero, Pronto usa la vera "Catena Animale" per risvegliare una creatura demoniaca di nome Amalockh. Nel frattempo, Producer Man raggiunge il 750º piano del grattacielo e Liquor lo sottopone ad una radiografia. Traducendo i suoni che emette, Liquor afferma che la mano "vuole tornare al suo braccio e uccidere la persona che lo ha separato". Mentre Liquor conduce Fitz e gli altri da Roostre nei sotterranei, Shark e Rectangular Businessman liberano i Bow-tie Bots e gli Hovervacs intrappolati sotto il deserto. Liquor mostra la radiografia di Producer Man a Roostre, facendogli notare come la mano si sia infiltrata nella sua testa. Shadowy Figure libera Peanut Cop e decide di andare in un negozio di orologi. Mentre cercano di scappare dai Bow-tie Bots e gli Hovervacs, Fitz, Skillet e la donna armata raggiungono Peanut Cop al negozio di orologi e si nascondono nel condotto dell'aria. Producer Man si ritrova decapitato e Liquor attacca la mano che era nella sua testa al braccio di Roostre, permettendolo di attivare il Corn-Droid. Tramite il condotto dell'aria, Fitz e gli altri raggiungono la sala di monitoraggio video di Shark, uccidendo apparentemente lo squalo e liberando Golden Joe e Eye che aveva precedentemente sequestrato. Rectangular Businessman si reca nella sua banca dove incontra Shadowy Figure, mettendosi al comando dell'edicio che si innalza in aria. Liquor trova Roostre inerme e incontra C. J. Muff, il quale chiede dove sia Fitz. Nel frattempo, Fitz attiva l'enorme jet di Shark col quale cerca di distruggere gli sciami di Bow-tie Bots e Hovervacs in giro per la città. A bordo della banca, Rectangular Businessman fa schiantare il jet di Fitz, uccidendo apparentemente il suo amico Skillet. Nel frattempo si ritrova con i comandi in tilt, schiantandosi contro Amalockh. Fitz entra in una tavola calda poco distante dalla carcassa del jet e inizia a giocare con un flipper. Si presenta quindi una massa fluttuante circondata di note musicale che si fa chiamare Archeus, il quale riporta la città alle sue condizioni iniziali. Viene mostrato quindi come Fitz sia stato rapito e inserito in una simulazione da Shadowy Figure, con lo scopo di estrapolare informazioni sulla sua vita passata. Il topo, sul punto di essere ucciso da Shark e Rectangular Businessman al di fuori della simulazione, viene salvato da Peanut Cop e da un'infermiera della camera di simulazione. I due riescono ad uccidere Shark e Rectangular Businessman e nel mondo simulato, l'orario cambia alle 02:23.
La conclusione della serie è ambigua poiché molti aspetti della trama rimangono irrisolti.

### Webisodio (2007)
Fitz e i suoi amici attraversano il deserto dopo essere fuggiti dalla città in fiamme, che "improvvisamente non era più in fiamme". Golden Joe viene catturato via da un uccello e qualche giorno dopo, Peanut Cop scompare misteriosamente dopo essersi accampati durante la notte. Nel deserto Fitz e Skillet costruiscono una casa con "fango e sputo" per rifugiarsi. Successivamente si presenta una donna transessuale di nome Lee, con la quale fanno una sparatoria. Lee invita quindi Fitz e Skillet nel suo accampamento, dove gli regala un enorme proiettile d'argento. Rivela poi che il proiettile è l'unico in grado di ucciderla dopo essersi trasformata in un licantropo.
Il destino dei due non viene reso noto al pubblico a causa del brusco finale dell'episodio.

### Speciale (2018)
Dopo un periodo di tempo non specificato, nel mondo reale, Fitz vive in una nuova città. In qualche modo, Shark e Rectangular Businessman tornano per cercare di rapire Fitz in modo tale che possano andare nel mondo "reale" con l'aiuto dell'ape sterminatrice Buzby. Skillet, Roostre, Peanut Cop, Golden Joe e The New Guy cercano di sfuggire dalla simulazione con Fitz, prima che lo facciano Shark e Rectangular Businessman.

### Revival (2020)
Dopo essere entrato nel portale durante gli eventi di Invictus, Fitz perde la memoria e insieme ai suoi amici si ritrova a viaggiare su diversi mondi. Nel mondo di Lotharganin il topo incontra Aria e il Professor Wilx, ex dipendenti delle Shyd Industries, i quali stanno cercando di scappare nella Terra Esterna. Nel frattempo Golden Joe, nel mezzo di un concerto, viene interrotto e rinchiuso in una stanza con Peanut Cop dove vengono controllati dalle guardie ananas. Roostre è intrappolato nel Mondo di Fango, mentre Buzby ascolta una trasmissione radio di Muff da Q109. Dopo essere stato catturato da Shark e Rectangular Businessman, Buzby viene salvato da Skillet e scappano mentre i due si ricostruiscono in un abominio genetico. Le capacità di Fitz con la chitarra elettrica ha dimostrato ad Aria e il Professor Wilx che lui è il "Nucleo" e che ha le conoscenze per fuggire dai mondi artificiali. In seguito alla rottura delle difese di Lotharganin gli indizi portano al professor Wilx e il suo legame con le Shyd Industries. La versione reale di Peanut Cop interroga Man/Woman nella Terra Esterna su una strana scatola apparsa a casa sua. Nel frattempo Golden Joe e Peanut Cop uccidono le guardie ananas, mentre Wilx è segretamente in combutta con Clock. Roostre scappa dal Mondo di Fango e si ritrova nel deserto, dove incontra un ragazzo accampato in possesso di armi. Aria, Fitz e Eye respingono un attacco dei Tie-Bot, mentre Man/Woman assiste all'apertura della Scatola dei Mondi, rivelando una foto di Wilx.
Alle Shyd Industries, Shadowy Figure incontra L'Architetto Sirus, l'ideatore del sistema di chiusura della Scatola dei Mondi che l'ha resa a prova di fuga. Viene rivelato che Shadowy Figure, Clock e Industry Man sono tutti aspetti dello stesso essere che controlla le Shyd Industries. Tramite un'iniezione, Fitz recupera i suoi ricordi di come ha inventato la scatola e come trovare la via d'uscita, tuttavia viene intrappolato in una gabbia dal Professor Wilx in modo tale che solo lui possa sfuggire dalla scatola. Nel frattempo il topo si rende conto che la Scatola dei Mondi sta per implodere. Peanut e Golden Joe arrivano a Lotharganin e cercano di fermare lo scioglimento del reattore nucleare della base. Nel frattempo Sirus trasporta Roostre alle Shyd Industries e tenta di reclutarlo in un complotto segreto per fermare lo sfruttamento della tecnologia della scatola. Wilx si teletrasporta nella città futuristica vicino alle Shyd Industries, tuttavia viene ucciso da Kiki. Industry Man resuscita Wilx sotto forma di ologramma e interroga Roostre su dove si trovi Fitz, temendo che possa svelare i segreti delle Shyd Industries se fuggirà dalla scatola. Peanut Cop ferma la fusione nucleare, tuttavia calpesta una bomba e viene liquefatto. La donna col maglione verde contatta Castellica, un costrutto di intelligenza artificiale nello spazio esterno pilotato da Elize e Olof, avvertendoli di salvare Fitz e Aria.
Con un Jetpack, Eye si avvicina al Castellica, impedendo che si schianti. Elize e Olof uniscono le forze con Aria, Fitz e gli altri quando si rendono conto che stanno tutti lavorando contro Industry Man per volere di Sirus. Roostre salta dalla torre Shyd e, rendendosi conto che la morte è un'illusione, sprofonda nel terreno tornando nel mondo desertico. Elize e Olof eseguono la loro canzone Portal to the Doorway provocando un temporale che teletrasporta i loro alleati nel quadrante del deserto, dove Kid li arma con armi futuristiche. Quindi saltano attraverso un portale per le Shyd Industries per il confronto finale con Industry Man. Industry Man si trasforma in un mostro e combatte tutti, solo per essere ucciso da Kiki. Aria rivela a Fitz di essere "quella che stavi cercando" e innesca un'esplosione che distrugge la cima della torre Shyd, lasciando sconosciuti i destini di tutti. Altrove, come parte di un altro cliffhanger per la serie, Francis fa amicizia con Wilx e si presentano a casa di Man/Woman per reclamare la Scatola dei Mondi.

## Episodi

Logo della serie utilizzato fino alla seconda stagione

| Stagione         | Episodi | Prima TV USA | Prima TV Italia |
| ---------------- | ------- | ------------ | --------------- |
| Prima stagione   | 7       | 2005-2006    | inedita         |
| Seconda stagione | 13      | 2006         | inedita         |
| Terza stagione   | 11      | 2020         | inedita         |
| Webisodi         | 1       | 2007         | inediti         |
| Speciali         | 2       | 2005, 2018   | inediti         |

## Personaggi e doppiatori

### Personaggi principali

Il protagonista Mouse Fitzgerald

- Il protagonista Mouse FitzgeraldMouse Fitzgerald (stagioni 1-3), doppiato da Matt Maiellaro e Seth Green (nel mondo reale).
Il topo protagonista della serie. Soffre di psicopatia, disturbo antisociale e amnesia, fa abuso di alcolici e tende spesso a sfidare le autorità. Non risponde quasi mai ad una domanda direttamente; infatti utilizza spesso giochi di parole, frasi senza senso o insulti per eludere la risposta. Fitz è un eccellente chitarrista e amante della musica rock ed è capace di suonare la chitarra elettrica con entrambe le mani. In città guida sempre un jet giallo con su scritto TAXI.
- Shark (stagioni 1-3), doppiato da Adam Reed (st. 1-2), Matt Maiellaro (speciale) e Ned Hastings (st. 3)
Uno squalo blu che lavora in un ufficio di collocamento. Nell'episodio pilota assume Fitz per affidargli dei lavori saltuari. Pare avere una certa attrazione per Fitz, tuttavia i due hanno tentato più volte di uccidersi a vicenda poiché lo squalo fa parte di una cospirazione segreta insieme a Rectangular Businessman. Possiede una sua sala di controllo personale con la quale monitora i movimenti di ogni persona in tutte le parti della città. Il suo carattere è spietato, sinistro, maligno e autoritario.
- Rectangular Businessman (stagioni 1-3), doppiato da Kurt Soccolich.
Un quadrato rosa dal carattere arrogante che si preoccupa esclusivamente della sua ricchezza. Anche se porta gli occhiali, non possiede occhi. Possiede poteri mentali che può usare a suo piacimento.
- Skillet (stagioni 1-3).
Il migliore amico di Fitz che comunica attraverso degli stridi. Anche se Fitz e tutti gli altri personaggi si riferiscono a lui come fosse uno scoiattolo, il suo aspetto fisico ricorda più quello di un cincillà. Possiede un fucile d'assalto AK-47 che usa frequentemente, ha la capacità di volare attraverso dei razzi che ha sulle zampe e può sparare raggi laser dagli occhi. Sa suonare la batteria.
- Aria (stagione 3), doppiata da Mary Spender.
È una scienziata della Terra Esterna che cerca di aiutare Fitz a recuperare la memoria. Ha lavorato in un laboratorio con il Professor Wilx e vive nel mondo di Lotharganin.
- Industry Man (stagioni 1-3), doppiato da Ned Hastings.
Il proprietario delle Shyd Industries. Con le sue abilità da mutaforme, durante il corso delle prime due stagioni, si è trasformato in un orologio da parete per osservare gli abitanti di Q109. Nella terza stagione ha rivelato la sua identità umana insieme al suo piano consistente nel recuperare la Scatola dei Mondi.

### Personaggi ricorrenti
- Golden Joe (stagioni 1-3), doppiato da Vishal Roney.
Un amico di Fitz che ha la capacità di teletrasportarsi da un luogo ad un altro a suo piacimento. Secondo le cose che dice e il modo in cui parla, si presume essere un rapper che produce canzoni. Rischia spesso di irritare le persone vicine a lui, in particolare Roostre, per via delle sue frasi lunghe e logorroiche.
- Peanut Cop (stagioni 1-3), doppiato da Nick Weidenfeld.
Un ufficiale della polizia che non prende mai il suo lavoro seriamente. Quando lo si vede fumare o bere, non reagisce mai ai reati che si verificano davanti a lui. A causa della sua tendenza all'assunzione di droghe e alcol, disobbedisce spesso alla legge, distruggendo edifici o utilizzando la pistola per cose futili.
- Eye (stagioni 1-3), doppiato da Nick Ingkatanuwat.
- Rhoda (stagioni 1-3), doppiato da Dave Willis. Il barista della città. Serve a Fitz le "solite dodici birre" ed è sempre a conoscenza di tutto quello che succede in città. A volte collabora con Fitz, fornendogli informazioni sugli altri personaggi. Verrà trovato ricoperto di frecce e in fin di vita da Fitz, tuttavia, successivamente, ne uscirà indenne da dietro il bancone, affermando che il suo corpo è fatto di metallo e "che era solo una falsa". Viene ucciso definitivamente da Rectangular Businessman.
- Liquor (stagioni 1-3), doppiato da Matt Harrigan.
Un fiammifero antropomorfo che gestisce un negozio di liquori. Non è mai stato reso noto da che parte stia, poiché aiuta Fitz, ma sembra anche conoscere molto bene Shark e Rectangular Businessman, spesso sfidandoli e ingannandoli, ben sapendo che lo potrebbero uccidere in qualsiasi momento.
- Roostre (stagioni 1-3), doppiato da Scott Luallen.
Un contadino dai capelli biondi con un uncino, che pianta e produce corn dog in una fattoria vicino alla città.
- Buzby (stagione 3), doppiato da Dana Snyder (speciale) e Paul Painter (stagione 3).
Un'ape antropomorfa, che viene assunta da Fitz per uccidere Spider. In seguito si rivelerà essere un alleato di Shark, che lo avrebbe usato per riportare Fitz nella simulazione.
- Producer Man (stagioni 1-3), doppiato da Matt Thompson.
- Sirus (stagione 3), doppiato da Walter Newman.
È il progettatore del sistema di chiusura della Scatola dei Mondi. Dopo un confronto cn Roostre decide di trasportarlo alle Shyd Industries per combattere lo sfruttamento della tecnologia della Scatola.

## Produzione

### Ideazione e sviluppo

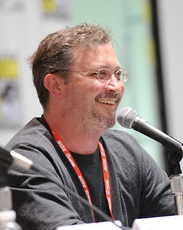
Matt Maiellaro, creatore di 12 oz. Mouse, doppiatore del protagonista Mouse Fitzgerald e co-creatore di Aqua Teen Hunger Force e Perfect Hair Forever.

Le origini di 12 oz. Mouse si hanno nel 2005 mentre Matt Maiellaro lavorava alla sceneggiatura dell'episodio TiVo Your eBay della sua serie precedente Perfect Hair Forever, co-creata con Mike Lazzo e Matt Harrigan. Durante la scrittura dell'episodio, mentre il cast era bloccato su una scena in particolare, Maiellaro ha ipotizzato di inserire un aereo che si schianta con un topo che usciva e iniziava ad aurlare contro il protagonista Gerald, disegnando in quel momento quello che sarebbe diventato il character design di Mouse Fitgerald. Qualche giorno dopo, Maiellaro ha concepito di usare il personaggio del topo per un altro suo progetto, cancellandolo dallo script dell'episodio di Perfect Hair Forever e presentandolo durante un tavolo di lettura negli studi di Adult Swim, con la volontà di svilupparci una trama attorno ad esso. La scena sarebbe stata poi in parte riciclata per l'introduzione dell'episodio pilota di 12 oz. Mouse.
Per l'episodio pilota della sua nuova serie, visto il budget limitato affidatogli, Maiellaro ha riunito insieme diversi autori di Adult Swim presenti in quel periodo negli uffici e insieme hanno registrato le linee di dialogo della sceneggiatura, tuttavia, non soddisfatto del lavoro di doppiaggio e dell'esecuzione generale, ha deciso di eliminare due personaggi: il parcheggiatore (doppiato da Pete Smith e il cui character design venne riutilizzato per Golden Joe mentre il dialogo per Melissa) e Lou (doppiato da Keith Crofford e il cui ruolo ricopriva quello di capo di Mouse, in seguito affidato a Shark, all'interno di un'azienda di taxi). Il pilota ufficiale introduceva per la prima volta il personaggio Clock, fondamentale per la trama sviluppatasi successivamente, che era stato disegnato velocemente da Brestan insieme all'ufficio di Golden Joe a causa della dimenticanza di Maiellaro e con lo scopo di riuscire a vendere la serie a Mike Lazzo. Un altro episodio pilota intitolato Hired è stato prodotto ufficialmente come parte della prima stagione di 12 oz. Mouse.
Maiellaro ha tratto ispirazione dal surrealismo e i film di David Lynch, dal quale si è ispirato per i primi piani, i tagli bizzarri, le pause imbarazzanti e gli effetti sonori tra gli altri. Le idee iniziali prevedevano inoltre il genere thriller psicologico e un formato serializzato comprendente elementi d'azione e trama complessa, con l'intento di "diversificarla dalle altre sitcom animate". Altre impostazioni della serie includono l'improvvisazione e l'umorismo surreale. Maiellaro ha destinato alla serie una continuità ben precisa dopo l'episodio pilota, tanto che durante questo episodio aveva già disegnato una mappa dettagliata di tutti i personaggi, insieme allo svolgimento e persino la fine della serie che tuttavia fu diversa dal previsto.

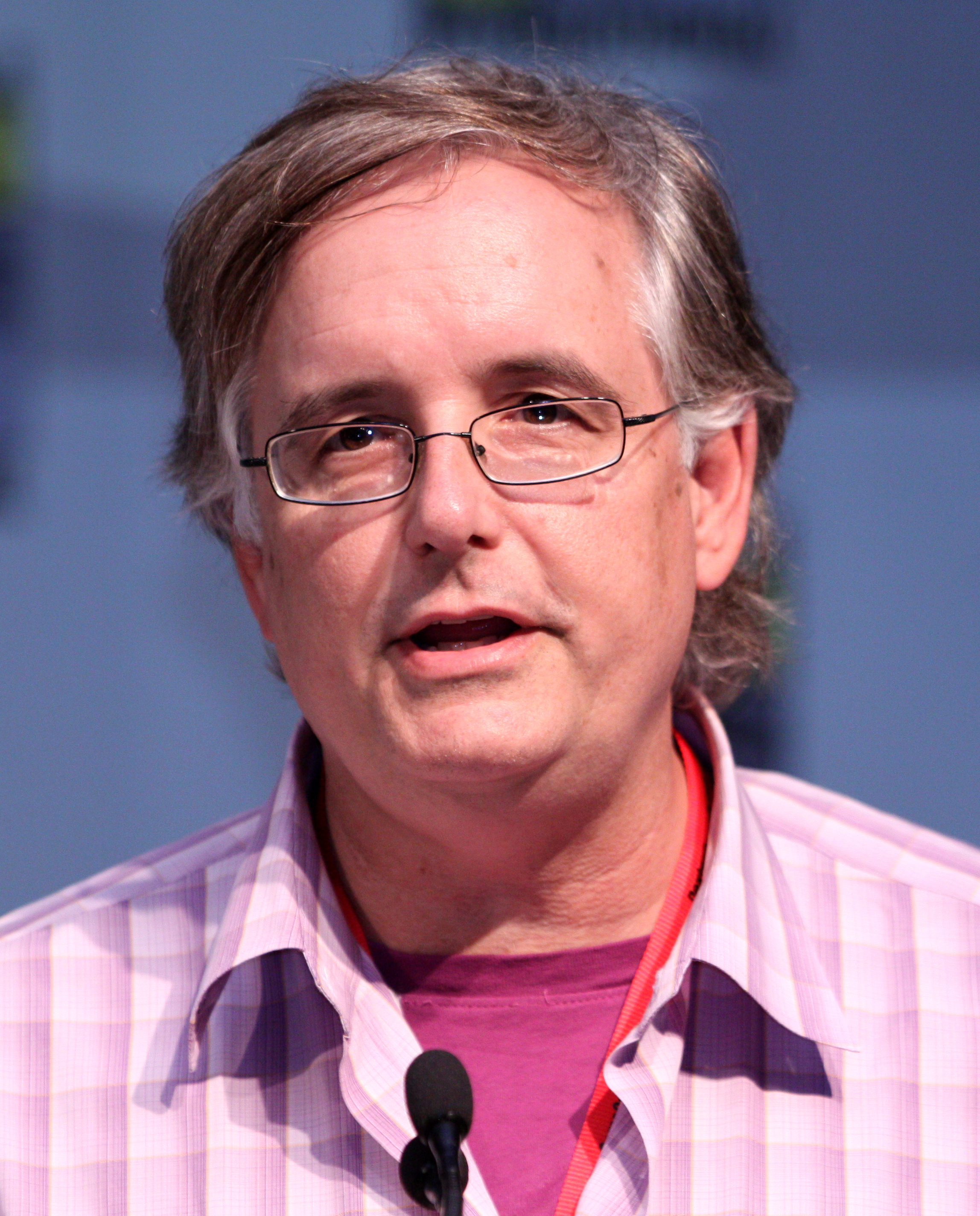
Keith Crofford, produttore esecuttivo della serie e doppiatore originale di Golden Joe nell'episodio pilota originale

Durante la produzione della prima stagione, l'animatore John Brestan ha progettato gli episodi in formato NTSC 29.97 interlacciato, tuttavia ha dovuto trasformarlo in NTSC 23.98 progressivo in seguito a delle diatribe con gli uffici di Burbank, incaricati di assicurarsi che il cast potesse tradurre il formato televisivo in PAL e SÉCAM. Nell'episodio pilota il nome risulta essere tagliato come Ozmo. In seguito Brestan ha spiegato che il motivo è dovuto al fatto che Maiellaro volesse la grafica del titolo più grande e che per errore lo ha portato a ingrandirsi oltre i margini dello schermo. Tuttavia, dopo la trasmissione, sono stati accusati da un ufficio legale che reclamava i diritti di una serie britannica della BBC intitolata Ozmo, con protagonista un topo.
Vista la decisione di Maiellaro di non voler includere alcuna continuità tra i primi episodi, l'arco narrativo si è sviluppato in modo discontinuo sui ricordi soppressi di Fitz. Dal terzo episodio Rooster, la trama comincia a prendere forma e durante la seconda stagione, il cast lavora duramente sulla serie per includere parti d'azione. Ogni episodio della serie venne pubblicato sul sito di Adult Swim due giorni prima della messa in onda televisiva.
A causa del budget limitato, Maiellaro ha riunito insieme diversi produttori televisivi e animatori, già noti nei suoi precedenti lavori, per poter incarnare il carattere e la personalità di ogni personaggio. Sua moglie Liz Maiellaro ha partecipato al casting nel ruolo della moglie di Fitz. I doppiatori leggevano raramente le sceneggiature prima di registrare, il che ha portato la serie ad avere un dialogo per lo più sconnesso e con lunghe pause (caratteristica ricorrente nel corso della serie), portando le sessioni di registrazione fino a circa un paio d'ore per volta. Gli episodi venivano conclusi circa una settimana prima che andassero in onda. Verso la fine della serie, Maiellaro aveva bisogno di diverse persone per dare una mano all'ultimo momento, infatti gli ultimi episodi hanno richiesto più animazione rispetto al resto della serie.
Secondo Thom Foolery, durante lo sviluppo della serie il cast stava producendo un video musicale per Golden Joe, dove il personaggio appare in una versione rozza e in CGI che canta circondato da ragazze in live-action; tuttavia non è stato mai realizzato.

#### Finale della serie
ll finale di 12 oz. Mouse non fu quello che lo stesso creatore aveva previsto. Adult Swim ha ordinato inizialmente venti episodi che avrebbero composto la seconda stagione, tuttavia nell'ottobre 2006 la serie è stata improvvisamente cancellata e la rete ha comunicato al team di produzione che avrebbero ridotto gli episodi fino a tredici. Pertanto, Maiellaro ha dovuto riscrivere gli ultimi tre episodi al fine di dare alla serie una conclusione soddisfacente.
Nel novembre 2006, Maiellaro ha rivelato che c'era la possibilità che la serie continuasse sotto forma di episodi online. Più tardi ha rivelato che ha scritto altri cinque episodi, la cui produzione sarebbe iniziata nel febbraio 2007. Editati da Ted Murphy, i webisodi avrebbero visto Fitz attraversare il deserto con Skillet, dove costruiscono una casa con del fango.  Dopo i titoli di coda dell'ultimo episodio Prolegomenon andato in onda il 18 dicembre 2006 è presente un messaggio segreto che conferma il ritorno della serie sul web. È stato trasmesso un unico webisodio intitolato Enter the sandmouse.

#### Il seguito

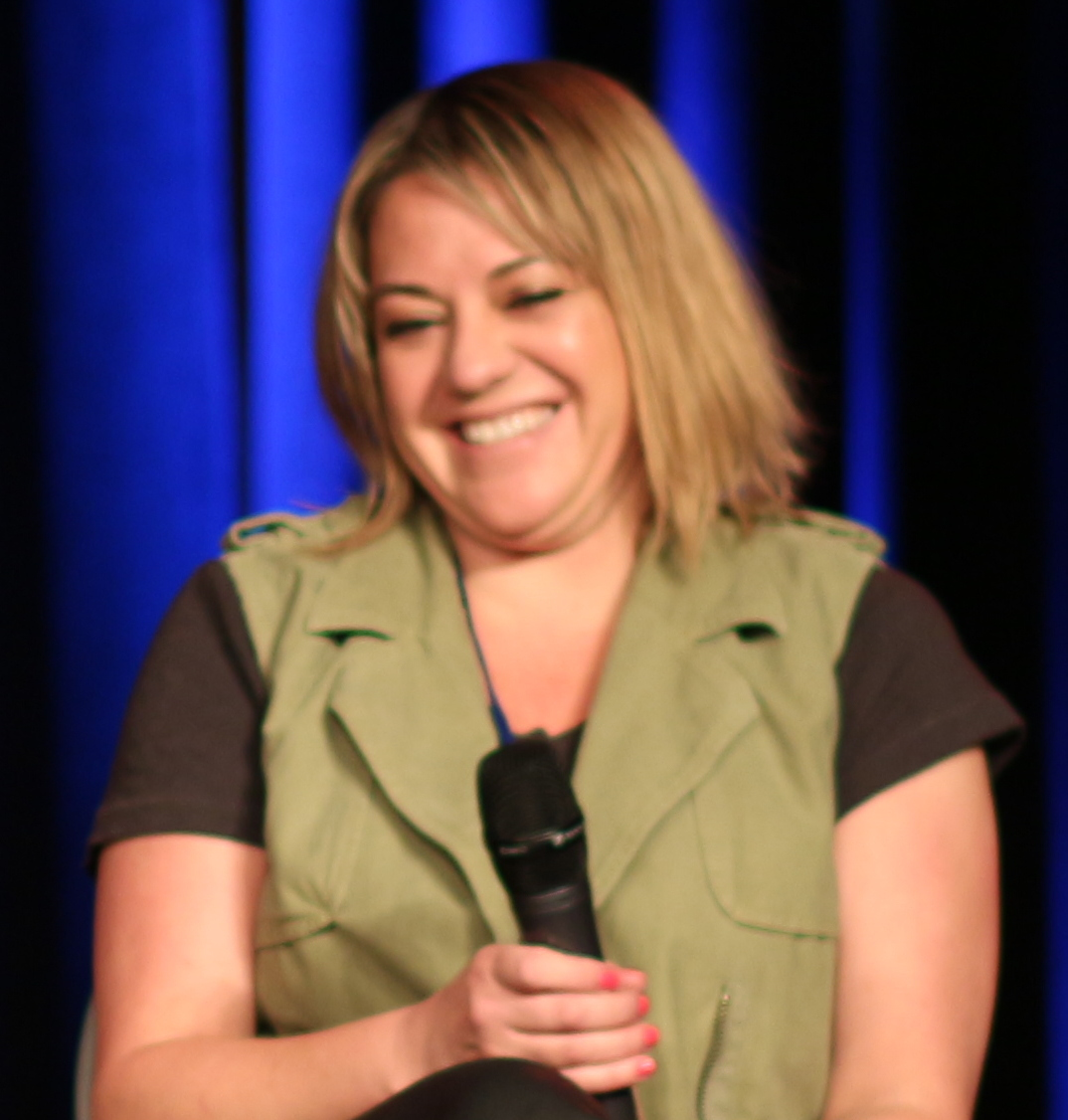
Melissa Warrenburg, doppiatrice di Melissa e produttrice della terza stagione

Il revival di 12 oz. Mouse è nato come un progetto segreto nel 2018, come richiesto da Lazzo in seguito alla cencellazione di uno special dedicato ad Aqua Teen Hunger Force. In quel periodo, Maiellaro ha conosciuto la cantante e chitarrista britannica Mary Spender tramite il suo canale YouTube, decidendo quindi di inviarle una mail dove le ha proposto di essere la guest star principale della terza stagione, nel ruolo di Aria. Nella nuova stagione, la produzione della serie è avvenuta per la maggior parte in remoto con l'assistenza di Jay Rubin.

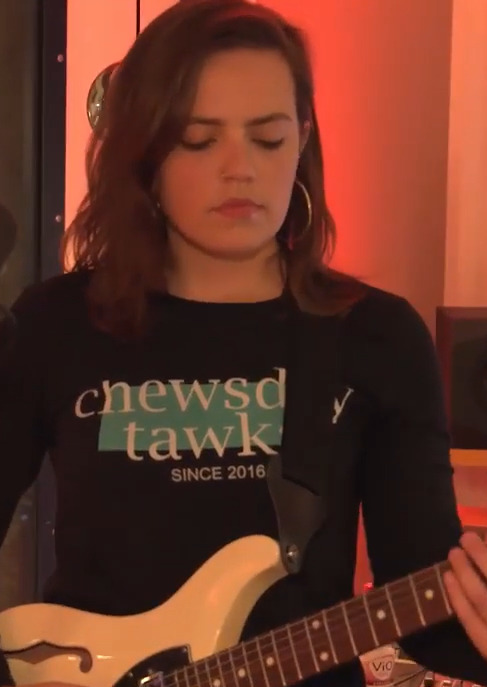
Mary Spender, cantautrice e youtuber che ha prestato la sua voce ad Aria durante la terza stagione e ha scritto musiche per la serie

Durante la puntata del 14 giugno 2018 di Development Meeting è stato mostrato un videoclip che presumeva ad un sequel della serie. Nel filmato, il protagonista Mouse Fitzgerald è stato interpretato dall'attore Seth Green. Verso fine agosto, Cartoon Network ha registrato nuovamente il marchio 12 oz. Mouse. Il 18 settembre 2018, il sito di Adult Swim ha annunciato ufficialmente il ritorno della serie con uno speciale che è andato in onda il 15 ottobre 2018. L'episodio è stato trasmesso in streaming tre giorni prima sul sito di Adult Swim, in sostituzione alla puntata di FishCenter Live, insieme allo speciale Harvey Birdman: Attorney General della serie animata Harvey Birdman, Attorney at Law. Il 14 ottobre 2018, l'editore Brad Lee Zimmerman ha affermato di aver trascorso i primi sei mesi del 2018 a contribuire per riportare in vita il progetto di 12 oz. Mouse, annunciando il rinnovo della serie da parte di Adult Swim per una nuova stagione composta da 10 episodi che sarebbero andati in onda nel 2020.
Le sessioni di registrazione di Spender sono avvenute in remoto dal 15 ottobre 2018 nello studio Brighton Electric di Brighton, nel Regno Unito. Concluse le sessioni per la terza stagione, Maiellaro ha deciso di creare un altro episodio in formato documentario in onore della festività del Pesce d'Aprile 2020, includendo segmenti per la maggior parte improvvisati. Le sessioni sono state editate ed elaborate allo Skywalker Sound in California, dopo che Spender ha deciso di partire negli Stati Uniti per incontrare il cast della serie negli studi di Adult Swim ad Atlanta. Il 7 novembre 2019, Adult Swim ha confermato l'arrivo della terza stagione, previsto per il 2020. La terza stagione di 12 oz. Mouse presenta nuovi membri del cast che lavorano insieme a Matt Maiellaro e al cast originale.
Il 1º aprile 2020, per la tradizione del pesce d'aprile di Adult Swim, tra le altre serie, è stato trasmesso il primo episodio della terza stagione. Inoltre è stato annunciato che la serie avrebbe ripreso la trasmissione dall'estate dello stesso anno. L'8 giugno, Adult Swim ha conferma tramite il suo profilo Facebook l'arrivo della serie per l'estate 2020 insieme ad una copertina. L'11 giugno, Adult Swim ha pubblicato una clip esclusiva della terza stagione, fissando la data di uscita per il 20 luglio 2020 a mezzanotte. Lo stesso giorno è stata pubblicata un'altra clip sul sito ufficiale e sono state confermate la cantautrice Mary Spender e Elize Ryd e Olof Morck, entrambi membri della metal band svedese Amaranthe, come guest star della stagione. Dal 6 luglio 2020, il blocco televisivo trasmette il trailer ufficiale della terza stagione.

### Scrittura
Matt Maiellaro ha sceneggiato interamente la serie (con la contribuzione di Matt Harrigan nell'episodio pilota), insieme al webisodio Enter the Sandmouse e lo speciale Invictus. Nell'episodio Francis, Cheap & Out of Control è stato affiancato da Corey Sherman, che ha interpretato il reporter Francis per la maggior parte dell'episodio. Durante la terza stagione le sceneggiature erano in media quattro per episodio.

### Stile e animazione
La serie ha utilizzato una grande varietà di metodi d'animazione e video. Il software principale adottato per il montaggio e l'animazione della serie è Final Cut Pro, rivisitato poi in stile lo-fi con Adobe Photoshop e Adobe After Effects. La maggior parte delle animazioni sono state disegnate a mano, scansionate su computer e rifinite su Adobe Illustrator, Adobe Flash, Adobe Premiere Pro e altri prodotti Adobe. Talvolta è stato usato anche il disegno digitale a penna ottica su tablet Wacom e computer touch screen.
La serie è stata fortemente criticata per via del suo stile grafico che ritrae crudamente i personaggi e gli scenari della serie. Ciò è dovuto al fatto che la serie è stata finanziata con bassi costi di produzione stimati tra i 50-60 dollari per episodio. Per la realizzazione delle prime due stagioni della serie sono stati spesi circa 5.000 dollari. Nonostante i bassi costi di produzione della serie, Maiellaro ha deciso di rendere ogni elemento della serie "unico nel suo genere. Ciò implicava disegnare qualsiasi elemento in modo sproporzionato e con una prospettiva sfalsata ma comunque riconoscibile a qualcosa di concreto e reale".

Il processo di animazione della serie, realizzato dalla Radical Axis, inizia con un disegno approssimativo della scena (con delle varianti a scelta) che viene mostrato a Maiellaro, il quale aggiunge delle note e firma per quella più adatta. Il disegno viene perfezionato e ripulito dallo schizzo rendendolo più nitido e durante la line art finale viene ripassato e colorato su Adobe Photoshop, aggiungendo lo sfondo. Occasionalmente, gli animatori testavano diversi layout approssimativi per dimensioni, per capire la grandezza dell'oggetto in proporzione alla scena. Qualsiasi liquido o fluido inserito nella scena è stato realizzato con la funzione "canale alfa" di Adobe AfterEffects. Per l'introduzione della serie è stato utilizzato il video live action.
Nella prima stagione gli scenari sono disegnati da Maiellaro, mentre nella seconda ha lasciato questo compito ai due animatori John Brestan e Nick Ingkatanuwat e all'assistente alla produzione Thom Nicolette. Nell'episodio speciale 12 oz. Mouse Spider-Man Special, l'assolo di batteria di Skillet è stato animato da Nick Ingkatanuwat con Adobe After Effects, modificando frame dopo frame il movimento delle zampe e della coda che tengono le bacchette. Il personaggio di Amalochk, un mostro dalle tante braccia apparso negli ultimi episodi della seconda stagione, ha richiesto molta più animazione rispetto agli altri personaggi. È stato elaborato e animato da Todd Redner insieme a vari altri animatori della Radical Axis. Durante la produzione dell'episodio Corndog Chronicles, diversi animatori hanno ricevuto file separati per lavorare ad un singolo frame riguardante Amalochk. Inoltre la scena del suo risveglio nel cimitero è stata ricostruita da quattro animatori. Archeus, un altro personaggio della serie, è stato animato in 3D.
Lo speciale Invictus, a differenza del resto della serie, è stato animato da Awesome Inc. Nella terza stagione, ogni episodio ha richiesto circa dai tre ai cinque mesi ciascuno per ottenere una bozza finale. Sono stati prodotti più episodi contemporaneamente, tutti missati e masterizzati allo Skywalker Sound.

### Montaggio
La prima stagione della serie è stata editata interamente da John Brestan, mentre la seconda da vari altri editori.
Secondo Brad Lee Zimmerman, uno degli editori della serie, il processo di editing video per le prime due stagioni "è stato complicato, gli editori facevano praticamente da animatori aiutavano semplicemente il processo per dargli un aspetto distinto". Per ogni episodio, gli editori hanno lavorato a migliaia di strati che riguardavano gli oggetti e i movimenti dei personaggi che avrebbero rappresentato successivamente nella scena. Pierre Cerrato ha paragonato il processo di editing allo spostamento di una marionetta poiché hanno lavorato a piccole parti del video per spostare gli arti o i movimenti facciali, criticando positivamente la raffigurazione della sceneggiatura di Maiellaro.
Dopo il processo di animazione, la Radical Axis inviava il file video a Michael Kohler, del dipartimento editing audio e video, e infine il progetto veniva rivisitato con Final Cut Pro, in modo limitato a causa del budget, e supervisionato un'altra volta da Matt Maiellaro e John Brestan. L'editore della serie Lear Bunda, che ha lavorato verso gli ultimi episodi della serie, quando lui e il cast dovevano disegnare e scansionare gli elementi, era solito lavorare al secondo o terzo turno poiché la serie aveva un programma di produzione dalla durata di 24 ore su 24.
Nell'episodio Francis, Cheap & Out of Control, il processo di editing video è gestito da Corey Sherman e Jason Axinn.

### Gli episodiStar Wars VIIeAuraphull

Space Ghost Coast to Coast, fonte d'ispirazione per la sottotrama dell'episodio Star Wars VII

Durante la produzione del quarto episodio della seconda stagione Star Wars VII, Maiellaro ricevette pressione dai dirigenti di Adult Swim per aggiungere più umorismo alla serie. Il creatore ha deciso quindi di modificare la scena in cui Shark guida la sua auto in città, non facendola più partire per il resto dell'episodio come avviene nel settimo episodio della sesta stagione di Space Ghost Coast to Coast intitolato Fire Ant, in cui Space Ghost passa la maggior parte dell'episodio a seguire una formica fino al suo formicaio. Tuttavia a differenza di Space Ghost Coast to Coast, gli episodi non sono auto-conclusivi e la trama ne avrebbe successivamente risentito.
Poiché 12 oz. Mouse impiega un formato seriale, Maiellaro ha affermato di aver sviluppato Shark e Rectangular Businessman come se fossero "personaggi realmente esistenti. L'auto che non parte simboleggia la vulnerabilità di Shark mentre il negozio di armoniche rappresenta la morale senza valore di Rectangular Businessman. Il fatto stesso che decida di non comprarne una simboleggia il fatto che c'è qualcosa che non conosce e il non sapere è una debolezza che contraddice l'ego del suo partner Shark".
Il sesto episodio della seconda stagione Auraphull si è completamente discostato dalla trama per mostrare alcuni degli artisti musicali che hanno contribuito alla serie.
A causa di alcune complicazioni con la produzione e dei leggeri ritardi di completamento degli episodi, contemporaneamente alla produzione del lungometraggio Aqua Teen Hunger Force Colon Movie Film for Theaters, Matt Maiellaro chiese ad un suo amico di reperire tutti i filmati grezzi dell'inaugurazione della serie insieme alla musica così da poter realizzare un pezzo che rappresentasse lo stato d'animo di Mouse Fitzgerald. Il produttore John Brestan raccomandò di aggiungere una scena inedita per renderlo un episodio ufficiale e dal momento che lui e Maiellaro stavano già lavorando al quattordicesimo episodio in cui Peanut Cop diventava un pompiere, i due decisero di aggiungere quella scena in Auraphull.

## Cast
Alcuni membri del cast di doppiaggio hanno già lavorato in passato per altri progetti di Adult Swim. Il creatore Matt Maiellaro interpreta il ruolo del protagonista Mouse Fitzgerald. Maiellaro era già noto per essere il co-creatore di Aqua Teen Hunger Force con Dave Willis e di Perfect Hair Forever con Mike Lazzo (produttore esecutivo di 12 oz. Mouse) e Matt Harrigan. Maiellaro ha ricevuto anche una nomination agli Annie Award nel 2012.
Adam Reed ha interpretato Shark, il nemico principale della serie insieme a Rectangular Businessman. Reed è noto soprattutto per aver creato Archer, in onda su FX, per il quale ha vinto un Primetime Emmy Award oltre ad altre tre nomine per Sealab 2021, Frisky Dingo e il suo spin-off The Xtacles su Adult Swim.
Dave Willis ha interpretato il barista Rhoda. Willis è noto per aver sceneggiato Space Ghost Coast to Coast insieme a Maiellaro, col quale ha poi creato lo spin-off Aqua Teen Hunger Force, e per aver co-creato Squidbillies insieme a Jim Fortier.
Kurt Soccolich è stato scelto da Maiellaro per doppiare Rectangular Businessman poiché "aveva una sorta di arroganza nella sua voce". Secondo Maiellaro, Matt Harrigan è "una persona che cerca sempre di far luce su qualunque situazione" di conseguenza gli ha affidato il ruolo di Liquor. Nick Weidenfeld fornisce la voce di Peanut Cop, mentre Melissa Warrenburg interpreta una donna dal maglione verde, che Maiellaro chiama "Robogirl", poiché "aveva una voce da saccente", paragonandola al carattere di Charlie Brown. La voce di Bonnie Rosmarin per Man/Woman è, secondo Maiellaro, "una voce dalla qualità imbronciata e sprezzante, perfetta per il personaggio". Il doppiaggio di Eye è affidato a Nick Ingkatanuwat poiché "se ne sta sempre nel suo mondo e perché a volte interrompe il dialogo tra altre persone". Scott Luallen dei Nine Pound Hammer presta la voce a Roostre, mentre Golden Joe è doppiato da Vishal Roney, production manager della serie che, secondo il creatore, dopo aver ascoltato la sua prima interpretazione del personaggio non è stato in grado di scrivere nessuna delle sue battute. Secondo Roney, il suo personaggio ha un modo di parlare simile a quello di Chris Tucker sia per l'alta tonalità di voce che per le rime.
Secondo Maiellaro "le sessioni di voice over sono state piuttosto semplici. Sapevo esattamente cosa stavo cercando quindi non ci è voluto molto tempo per realizzarlo. Infatti, mentre un episodio degli Aqua Teen impiega un'intera giornata a registrare, uno di Mouse impiega circa un'ora al massimo".
Nel marzo 2020, durante una puntata di Bloodfeast su adultswim.com, Matt Harrigan, doppiatore originale di Liquor, ha rivelato di essere stato escluso dal revival della serie. Nella terza stagione sono stati sostituiti alcuni doppiatori della serie. Adam Reed, doppiatore di Shark, è stato sostituito da Ned Hastings, il quale ha prestato la voce anche a Industry Man e al Professor Wilx, mentre Dana Snyder, doppiatore di Buzby, è stato sostituito da Paul Painter. Sempre nella terza stagione sono stati inseriti Corey Sherman nel ruolo del reporter Francis, Mary Spender nel ruolo di Aria, Max Simonet che interpreta due ananas antropomorfe, George Lowe nel ruolo di Muff e Stephanie Lennox nel ruolo di Kiki.

## Ispirazioni e metafore
La serie può vantare di vari riferimenti e parodie di film e serie televisive. Molte sequenze d'azione e temi presenti in 12 oz. Mouse sono stati ispirati dalle saghe cinematografiche di Matrix e Die Hard, di cui Matt Maiellaro rimane fermamente ammiratore, mentre l'atmosfera surreale della serie e le sue sfumature sono reminiscenze dei lavori di David Lynch come I segreti di Twin Peaks negli ultimi episodi della prima stagione di 12 oz. Mouse. Secondo Maiellaro "la serie contiene molta azione e il modo migliore per rappresentarla è con lo slow motion e la musica originale".
Le scene d'azione con il fuoco e le colombe bianche che volano sono state ispirate dalle opere cinematografiche di John Woo. Quest'ultimo contattò Maiellaro a causa dell'utilizzo delle colombe, tuttavia, poiché gli animali come le colombe non possiedono copyright, ha potuto lasciare la scena intatta. Essendo un ammiratore di Ruby Rhod de Il quinto elemento, Maiellaro decise di riportare gli atteggiamenti del personaggio ricreando il carattere di Golden Joe. La scena della pioggia gialla è stata ispirata da Fantasmi con l'aiuto di Ted Murphy, così come i robot cravatta che sono stati ispirati dalla sfera sentinella. La scena in cui Mouse Fitzgerald fa una rapina in banca è ispirata al film Butch Cassidy, mentre la scena in cui il topo e Skillet si incontrano e suonano musica rock è un riferimento al falso documentario This Is Spinal Tap. Nell'episodio Meat Warrior la scena in cui Peanut Cop e Liquor investono accidentalmente una carrozzina contenente bottiglie di birra è un riferimento al film Speed.
Nello speciale Invictus, Roostre fa riferimento al film L'Impero colpisce ancora. Nella terza stagione la comunicazione enigmatica e senza dettagli di Aria e del Professor Wilx è stata paragonata a quella della serie televisiva Dark. Il nano danzante è un altro riferimento esplicito a quello apparso ne I segreti di Twin Peaks.

## Ambientazione
La serie si svolge in una fittizia città di cartone composta da scatole per pizza e edifici vari. La città vanta di molti luoghi e negozi che i personaggi della serie visitano di tanto in tanto.
All'interno della città sono presenti: la casa di Mouse Fitzgerald (visibile solo nella versione DVD della serie), l'ufficio di Shark, la banca di Rectangular Businessman, il bar di Rhoda, il negozio di alcolici di Liquor, la fattoria di corn dog di Roostre situata nella parte nord-occidentale della città, l'isola Eyeland di Eye nella parte sud-orientale, il magazzino di The New Guy, la prigione di Peanut Cop, la tavola calda di Man-Woman, una stazione di servizio, il negozio di musica Music Void, un grattacielo di 700 piani, il sistema di fognatura e tanti altri posti. È presente anche un cimitero, il quale si scoprirà essere la dimora di Amalochk, creatura dalle tante braccia e tentacoli risvegliata da Pronto tramite la Catena degli Animali.
A nord della città è presente un enorme deserto abitato da strane creature come insetti e cactus con tenaglie e da una creatura umana transessuale di nome Leigh.
Nel mondo reale, le vicende sono ambientati in un microscopico fungo delle foreste della Georgia.

## Colonna sonora

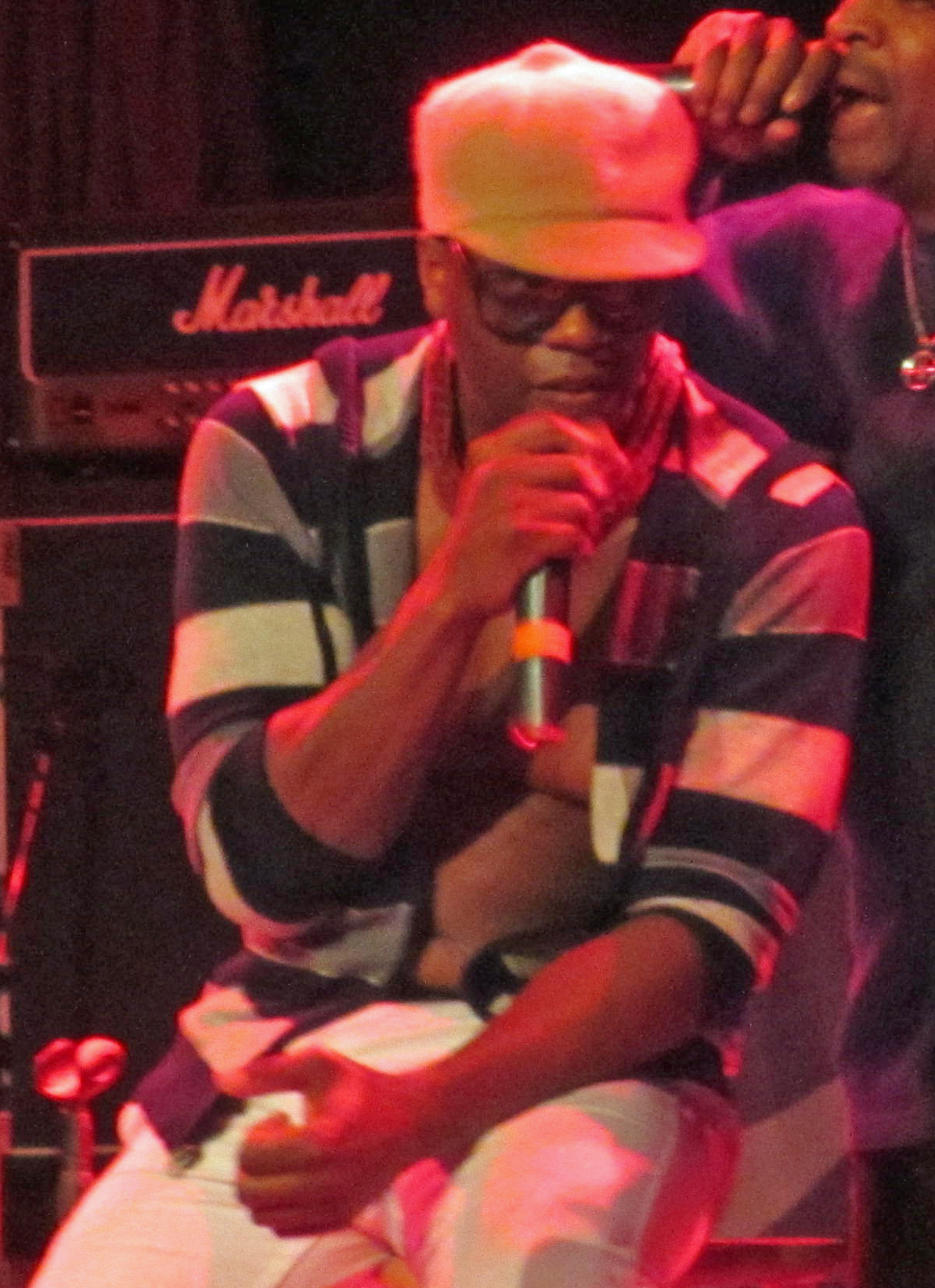
Schoolly D ha scritto il brano Night Shark Theme utilizzato nell'episodio Star Wars VII

La colonna sonora di 12 oz. Mouse è caratterizzata principalmente da musica hardcore punk, rock e lounge, con presenza di sfumature blues, jazz e country. È composta da 18 tracce, tutte contenute nel DVD della serie pubblicato il 29 febbraio 2008. Il compositore Michael Kohler ha fatto da progettista del suono e prodotto e mixato alcune musiche della serie tramite il suo studio di registrazione Bluetube.
La sequenza di apertura e di chiusura è stata scritta dai Nine Pound Hammer e dal creatore della serie Matt Maiellaro. Il brano F-Off è stato composto originariamente da Maiellaro mentre lavorava per Space Ghost Coast to Coast nel 1994, ispirandosi alle sonorità di Zakk Wylde, utilizzando una Ibanez RG e un Sansamp con la tonalità Mesa Boogie ed è stata registrata nei Bluetube Studios di Michael Kohler in Atlanta omaggiando inoltre Nuno Bettencourt e gli Extreme. Successivamente, durante la produzione dell'episodio pilota di 12 oz. Mouse, ha deciso di registrarlo nuovamente nello studio di Kohler, il quale ha suonato la batteria e una chitarra a 12 corde durante il break. Pensando che il brano fosse troppo breve nella durata ha deciso di registrarlo una seconda volta con Kohler, allungando la durata fino a circa tre minuti e facendola concludere con una progressione di accordi. L'ultima versione del brano è stata registrata con una Gibson 2000 Gold Top Reissue attraverso un amplificatore Marshall JCM assieme ad alcuni membri dei Nine Pound Hammer nello studio di Brian Pulito in Kentucky. Maiellaro e Kohler hanno creato anche il brano Push, utilizzato durante la scena dell'irruzione dalla finestra della casa di Roostre. Alcune musiche della serie, come quest'ultimo brano, sono state composte con l'audio multicanale 5.1.

Il rapper Schoolly D, già noto precedentemente per aver composto la sigla di Aqua Teen Hunger Force, ha composto il brano Night Shark Theme utilizzato durante la scena dell'auto di Shark.

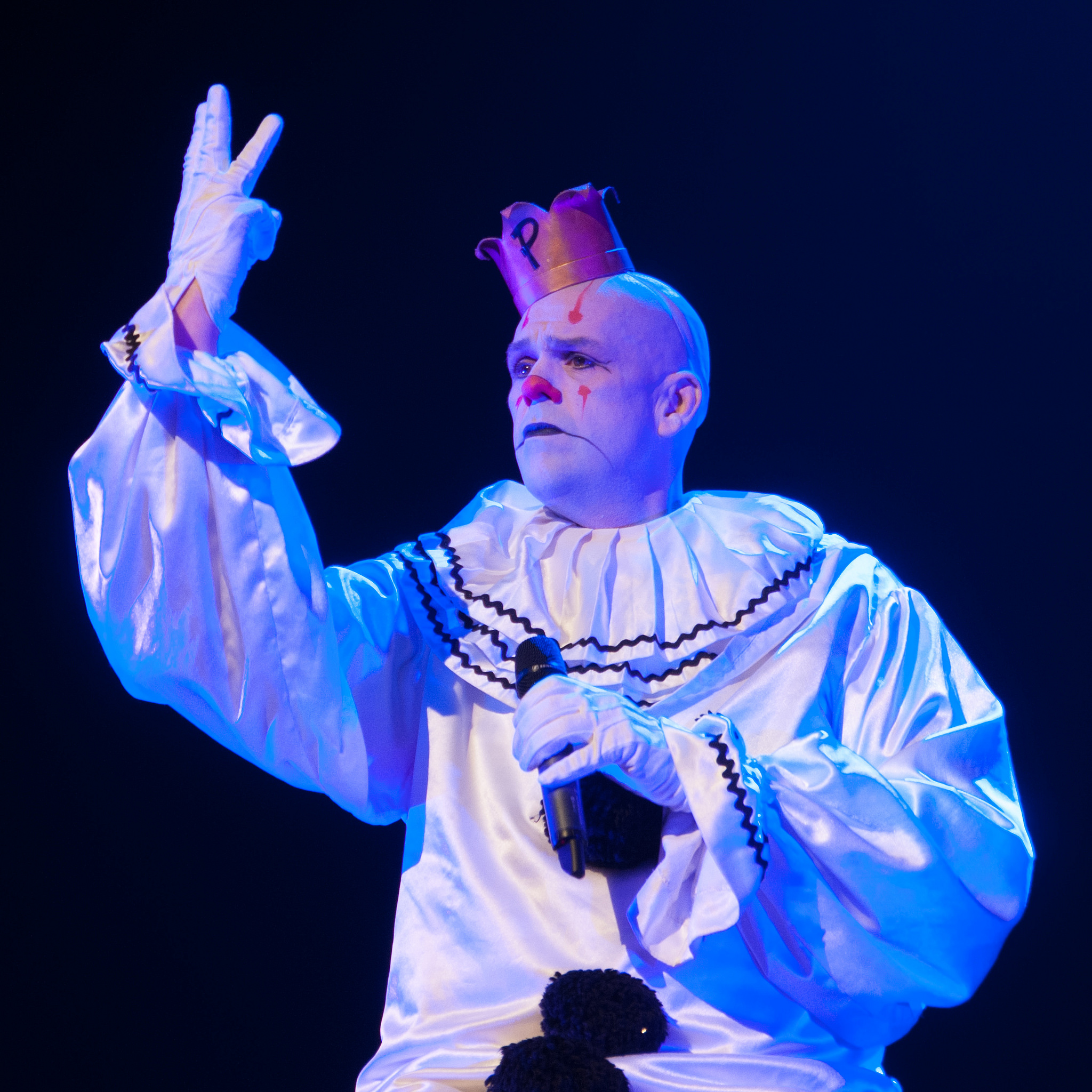
Mike Geier ha scritto e registrato assieme alla sua band Tongo Hiti i brani Princess Cruiser, 12 Oz. Mouse Jazz Intro e The Ampullae Of Lorenzini

Mike Geier, con il suo pseudonimo Tongo Hiti, ha composto tre brani per la serie. Nonostante l'abbia visto spesso esibirsi con la sua band swing The Useless Playboys negli anni '90, Maiellaro ha conosciuto Geier ad una festa durante i primi anni in cui lavorava per Aqua Teen Hunger Force, dove gli ha chiesto se poteva registrare della musica in stile hawaiano per una sua nuova serie. Si sono riuniti successivamente in studio di registrazione dove Geier ha composto Princess Cruiser, Ampullae of Lorenzini e una versione swing della sigla originale con il contributo di sua moglie Shannon Newton nei testi.
L'assolo di batteria di Skillet mostrato nell'episodio Spider è stato arrangiato ed eseguito da Brian Pulito, batterista dei Nine Pound Hammer. L'assolo è presente in una versione estesa all'interno dello speciale 12 oz. Mouse Spider-Man Special, dove viene suonato per circa tre minuti e mezzo.

Il gruppo rock The Sadies ha registrato due brani per la serie: uno per la morte di Rhoda e l'altro per l'interrogatorio di Fitz. I brani sono caratterizzati da uno stile western, con chitarre riverberate e il vibrato che esaltano, a detta di Maiellaro, lo stato d'animo misterioso che era necessario.

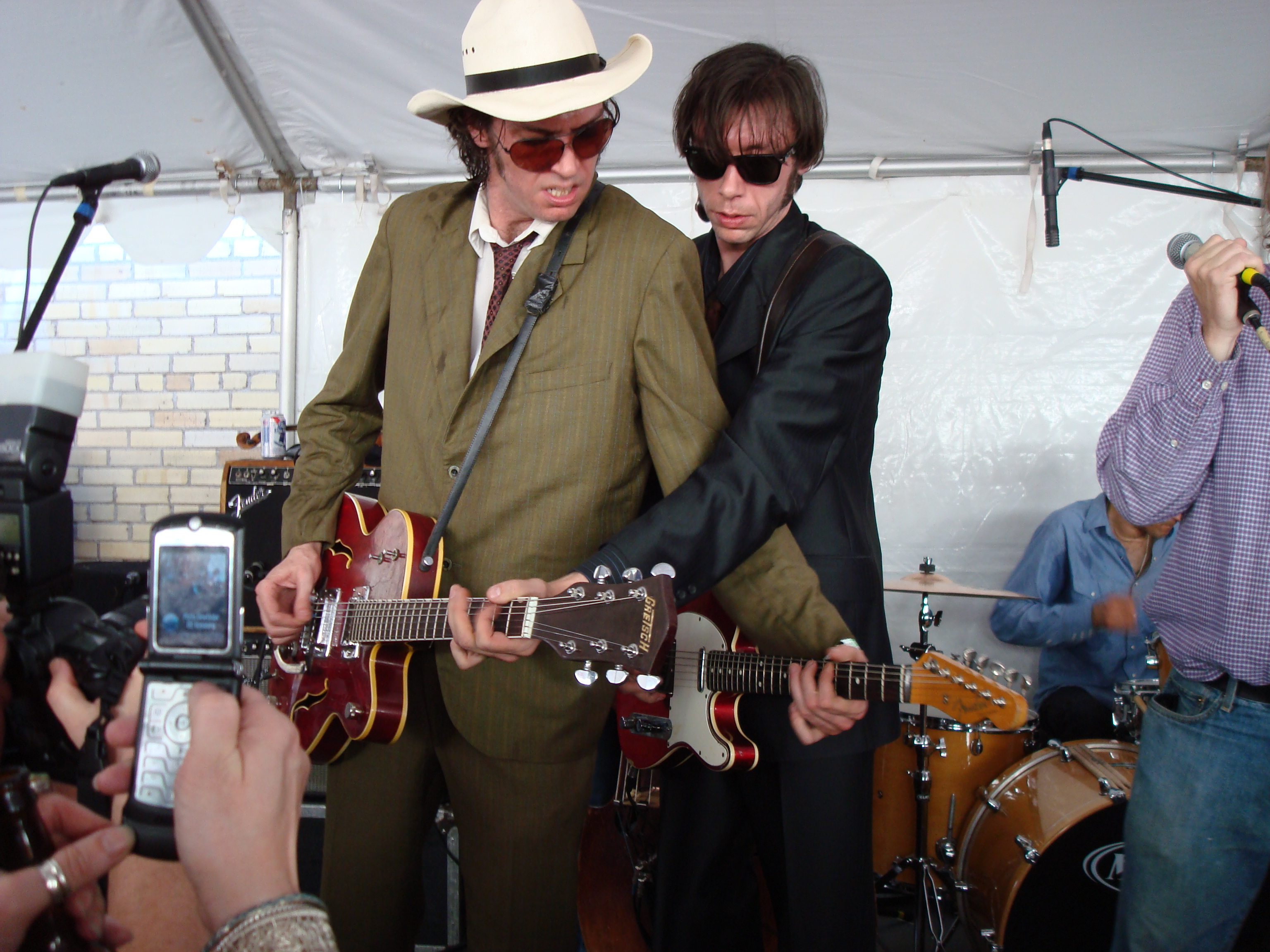
I The Sadies hanno suonato alcune musiche del cartone

Durante la produzione della seconda stagione, Maiellaro ha chiesto a Vishal Roney, doppiatore di Golden Joe, di scrivere e registrare una canzone basata su una sua frase che faceva riferimento a Freddy Krueger. Intitolato inizialmente I'm Your Krueger, il brano è stato rinominato successivamente You're Scaring Me. Quando gli è stato consegnato il testo, Roney non è riuscito a interpretarlo e ha escogitato un modo per rielaborare il brano. In seguito ha deciso di aggiungere una voce femminile che fosse alla portata di cantanti come R. Kelly o Michael Jackson e scelse la cantante Jenny Levine. Secondo Maiellaro, la visione di Roney per la canzone era completamente diversa dalla sua. Inoltre ha contattato Schoolly D affidandogli una parte non rappata scritta da Nick Ingkatanuwat, mentre la chitarra e il mix audio è stato fornito da Kohler. Nella canzone, Vishal ha voluto inserire riferimenti a film come Ghost - Fantasma, Psyco e Nightmare. Il brano non è mai stato inserito in alcun episodio della serie ed è presente esclusivamente come bonus del DVD di 12 oz. Mouse.
La sigla di chiusura utilizzata nell'episodio Francis, Cheap & Out of Control, intitolata Freebird Your Mind, è stata interpretata da Mary Spender e scritta da Matt Maiellaro nel gennaio 2019. Inoltre, Spender ha interpretato anche Aria's Aria.
| nº | Brano                        | Autore                                                                                    |
| -- | ---------------------------- | ----------------------------------------------------------------------------------------- |
| 1  | 12 Oz. Mouse Intro           | Nine Pound Hammer                                                                         |
| 2  | 12 Oz. Mouse Close           | Nine Pound Hammer                                                                         |
| 3  | F-Off                        | Matt Maiellaro Michael Kohler                                                             |
| 4  | Push                         | Matt Maiellaro Michael Kohler                                                             |
| 5  | Night Shark Theme            | Schoolly D                                                                                |
| 6  | Look At The Sun              | Matt Maiellaro                                                                            |
| 7  | I Love Pussy                 | Matt Maiellaro                                                                            |
| 8  | Corndog Song                 | Scott Luallen                                                                             |
| 9  | Livin' The Good Life         | Scott Luallen                                                                             |
| 10 | Guns Are Fun                 | Scott Luallen                                                                             |
| 11 | Princess Cruiser             | Mike Geier Tongo Hiti                                                                     |
| 12 | 12 Oz. Mouse Jazz Intro      | Mike Geier Shannon Newton Wes Funderburk Will Scruggs Will Groth Rich Rowlinson Kris Dale |
| 13 | The Ampullae Of Lorenzini    | Mike Geier Shannon Newton Kevin Leahy Marty Kearns                                        |
| 14 | (Skillet's) Drum Solo        | Brian Pulito                                                                              |
| 15 | F-Off Live                   | Brian Pulito                                                                              |
| 16 | Death Of Rhoda               | The Sadies                                                                                |
| 17 | Times Up (Gun Assembly Song) | The Sadies                                                                                |
| 18 | Pronto Hunts In The Night    | Produzione di 12 oz. Mouse                                                                |

## Sequenza di apertura

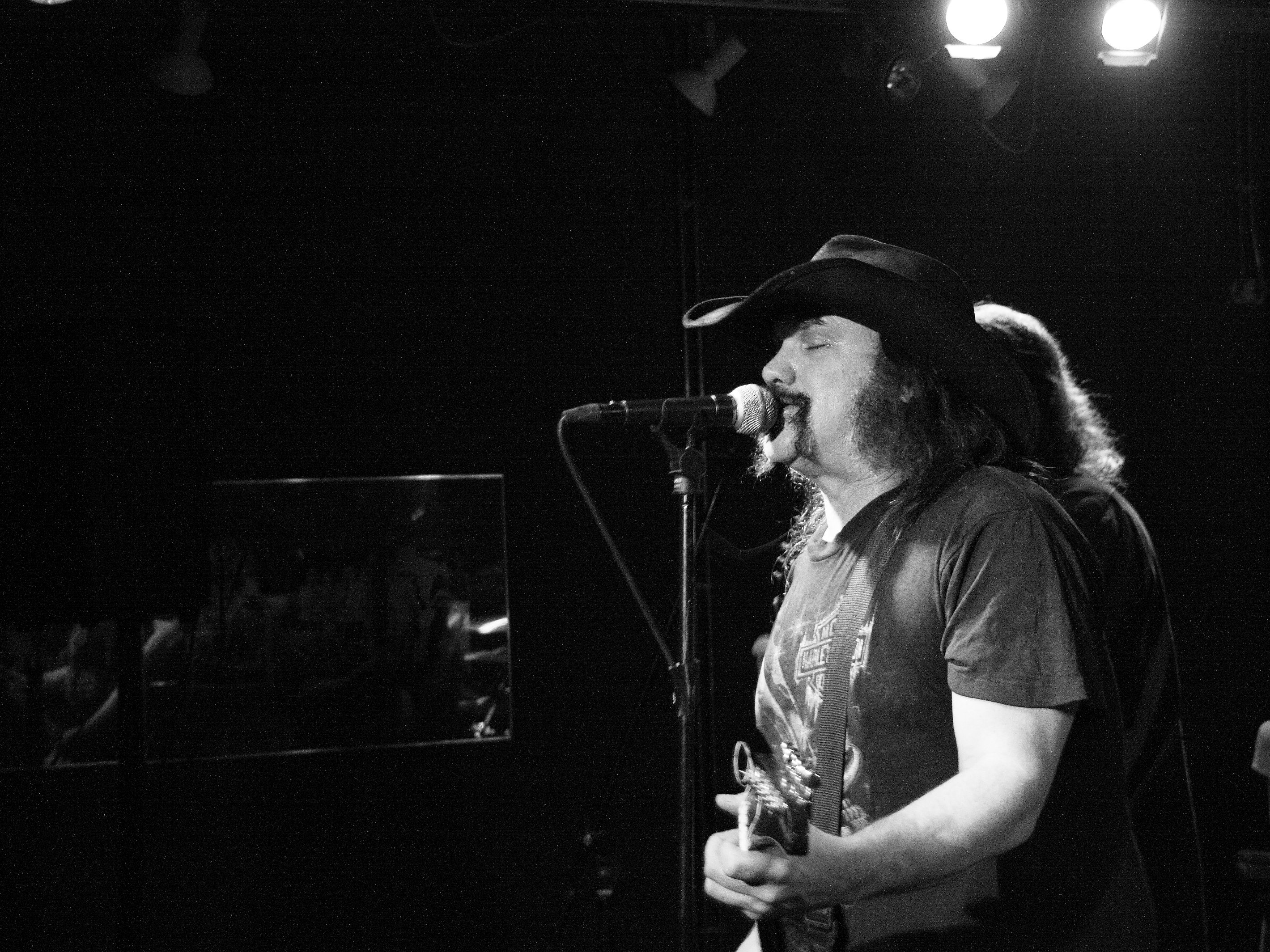
I Nine Pound Hammer hanno composto e suonato la sigla di apertura della serie

La sequenza iniziale ritrae Cardboard City e molti dei suoi edifici principali da diverse angolazioni. Gli edifici iniziano ad esplodere e prendere fuoco mostrando conseguentemente il titolo della serie davanti alla città in fiamme.
La scena è stata girata originariamente in un magazzino della Turner Studios con una telecamera di movimento Moco controllata a distanza. Questa veniva fatta passare tra gli edifici che avevano uno spazio di circa 15 centimetri.

Sono state progettate tre città di cartone di cui due riprendevano le case e gli edifici mostrati durante la sigla, mentre l'ultima, che non corrispondeva alla città reale, è stata utilizzata per usare gli esplosivi e i fumogeni. Le scene di tutte e tre le città sono state poi rimescolate e modificate con gli effetti speciali per rappresentare il carattere violento e nichilistico del programma. Gli esplosivi sono stati inseriti nella città con l'aiuto di Bob Shelley, della Bob Shelley's Special Effects International di Fayetteville, in Georgia. La distruzione del set è stata effettuata il 21 aprile 2005.

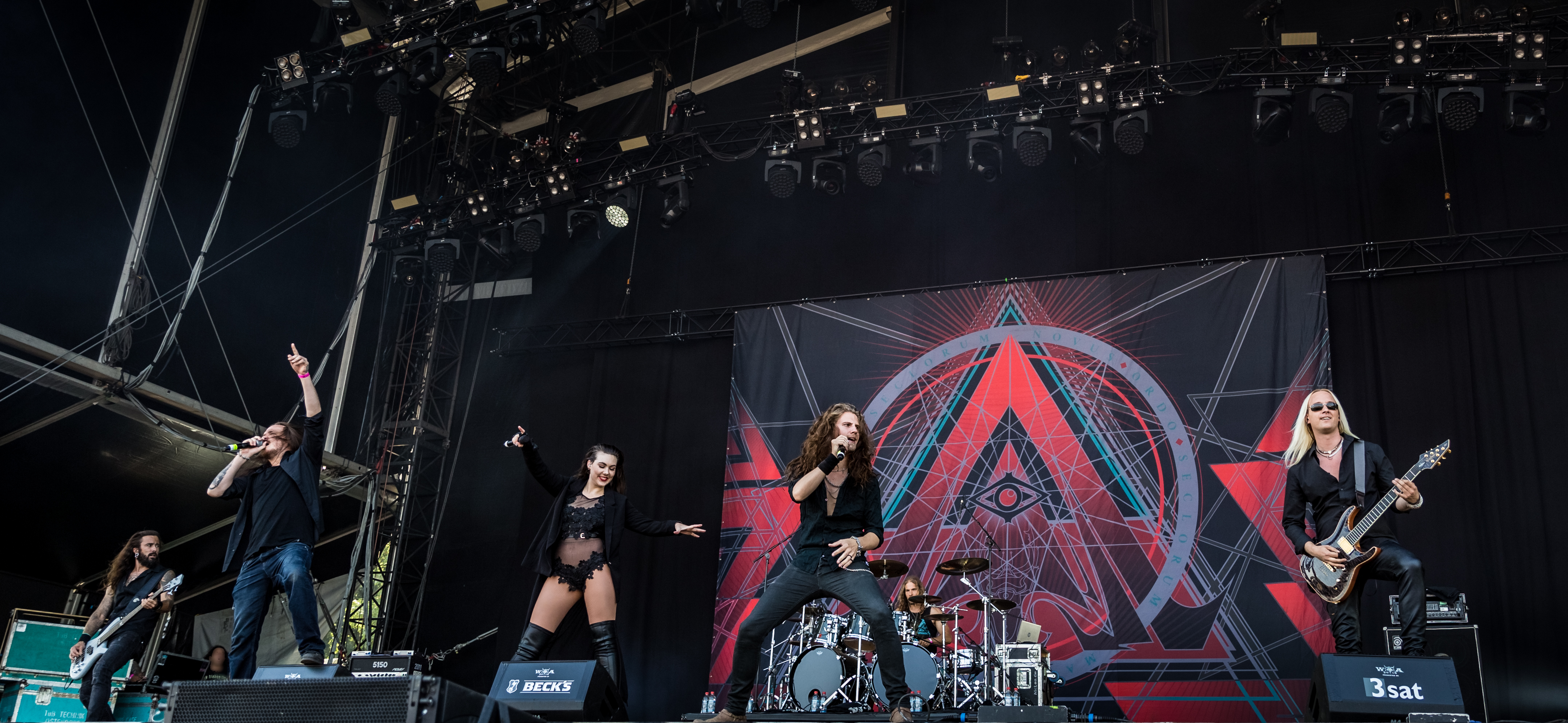
Gli Amaranthe hanno realizzato la sigla di chiusura della terza stagione

Matt Maiellaro ha costruito la città in circa due o tre settimane con i suoi frequenti collaboratori Nick Ingkatanuwat e Nicholas Day, dipingendo lo skyline e includendo un totale di 340 edifici. Ogni edificio è stato composto utilizzando tre fogli di compensato da 4 x 8 rinforzati con altre tavole di compensato da 2 x 4 per i bordi e scatole per pizza. Il giorno prima delle riprese, Maiellaro ha dovuto costruire uno sfondo in modo tale che la telecamera non potesse puntare il set. Poiché lo sfondo era posizionato lontano dagli edifici, ha dovuto costruire un altro centinaio di edifici. Gli edifici sono stati verniciati di nero e di rosso e incollati verso il basso poiché il nastro adesivo "era troppo evidente e ingombrante". Secondo Maiellaro, dopo aver completato lo sfondo e gli edifici della città, ha dovuto recarsi in un negozio della Home Depot per comprare una bomboletta di vernice spray nera testurizzata per pitturare le strade.
Durante lo sviluppo dell'episodio pilota Maiellaro ha contattato il gruppo hardcore punk Nine Pound Hammer, di cui è un grande ammiratore, per scrivere e interpretare un brano incentrato su "un topo spensierato che fa cose come guidare da ubriaco, filmare porno e sparare con le pistole". Michael Kohler è responsabile alla batteria, al basso e alla chitarra acustica. La sigla principale è stata composta da Maiellaro e Kohler, tuttavia alcune parti del brano sono state cantate da una grande varietà di band e artisti che il creatore conosceva, compresi i The Sadies e Tongo Hiti.
La sequenza di chiusura dello speciale Invictus e della terza stagione è stata realizzata dal supergruppo svedese Amaranthe.

## Distribuzione

### Trasmissione internazionale
- 19 giugno 2005 negli Stati Uniti su Adult Swim;[4]
- 1º settembre 2006 in Canada su Teletoon at Night;[90]
- 2006 nel Regno Unito su Bravo;[91]
- 2 febbraio 2007 in America Latina su Adult Swim;
- 24 marzo 2007 in Russia su 2x2.
- 2007 nel Regno Unito su adultswim.co.uk;
- 7 ottobre 2009 in Australia e Nuova Zelanda in DVD;[92]
- 6 settembre 2020 in Canada su Adult Swim;[93]
- 28 agosto 2020 nel Regno Unito su All 4;[94][95]
- 12 luglio 2021 in Francia su Molotov TV;[96][97]
- 12 agosto 2021 in Africa su Showmax.[98][99]

### Edizioni home video
L'intera serie è uscita in DVD, sotto forma di film senza tagli, il 29 febbraio 2008 sotto l'etichetta Warner Home Video ed esclusivamente per il Williams Street shop. La copertina mostra, in chiave parodistica, l'Ultima Cena di Da Vinci, nella quale Fitz è raffigurato come Cristo e gli altri personaggi che sostituiscono i 12 discepoli. Se la copertina viene esposta alla luce nera vengono rivelati gli scheletri dei personaggi, così come le lettere e i simboli che compongono un falso indirizzo email. I 21 episodi della serie qui vengono presentati come un unico grande film con del materiale inedito per coprire lo spazio che c'è tra un episodio e l'altro. Il DVD dispone inoltre di varie promo, interviste dietro le quinte e tutte le musiche del cartone, insieme ad una collezione di fan art inviate dai fan della serie. Le fan art potevano essere inviate direttamente alla posta elettronica lavorativa di Ted Murphy, tra il 9 e il 17 agosto 2007. Il 7 ottobre 2009, il DVD è stato adattato, convertito e venduto per i Paesi della regione 4. Attualmente il DVD è aumentato notevolmente di valore per via della sua introvabilità. Il 12 gennaio 2009 la serie è stata interamente pubblicata sul servizio iTunes.

## Accoglienza

### Ascolti
I due episodi della seconda stagione Auraphull e Meat Warrior, furono guardati rispettivamente da 460.000 e 431.000 spettatori su broadcast nella fascia 18-49 anni.
Lo speciale televisivo Invictus fu guardato da 478.000 spettatori nella fascia 18-49 anni. Durante la terza stagione, gli ascolti erano in media 400.000 per episodio.
I dati d'ascolto degli altri episodi rimangono sconosciuti al pubblico.

### Critica
Le critiche sono miste. Mentre alcuni lodano la natura sperimentale della serie, altri si sono sentiti confusi dalla stessa.
Nancy Basile di About.com ha dato alla serie quattro stelle su cinque affermando che "Adult Swim dovrebbe essere più sperimentale, ma in modo semplice e di buon mercato come è stato fatto in questa serie". Inoltra ha trovato l'animazione "grezza e rinfrescante", scherzando sul fatto che "la lentezza della serie potrebbe uccidere gli spettatori dalla noia". Adam Finley di AOL TV ha considerato la serie come "la più semplice da disegnare tra tutti i cartoni di Adult Swim e allo stesso tempo la più complessa in termini di trama". Rob Mitchum di Pitchfork Media ha definito 12 oz. Mouse come " l'asintoto dello stile grezzo del blocco".
Justin Heckert della rivista Atlanta ha rivelato che "l'animazione e i disegni sembrano essere stati fatti da studenti trovati per caso", mentre Lucy Maher di Common Sense Media ha valutato la serie con una sola stella, criticando la qualità anarchica di Fitz e dichiarando che "i genitori con i ragazzi dovrebbero entrare in sintonia guardando la serie prima in anteprima con un episodio o due, prima di vedere tutta la serie".

## Merchandise
Durante la trasmissione della serie, Adult Swim e i membri del cast di 12 oz. Mouse hanno promosso varie azioni di merchandising legate alle serie, che includono soprattutto la produzione di gadget e magliette.
Sono stati distribuiti diversi gadget incentrati sulla serie. Tra questi ci sono un poster, un orologio con il logo della serie e il personaggio Clock, una fiaschetta con Fitz che beve una birra e altri. Il poster, con una misura di 16x24, è stato progettato da Jacob Escabedo come parte di una promozione di Adult Swim effettuata in vari campus universitari degli Stati Uniti. La Gibson stava pensando anche di mettere in commercio una chitarra simile a quella usata da Fitz durante la serie; tuttavia, la chitarra non è mai stata resa disponibile sul mercato.
Dal 17 ottobre 2018, Adult Swim ha reso disponibile una tazza con una versione stilizzata di Fitz.
Per la serie sono state prodotte 5 magliette diverse. La prima, di colore nero, con Fitz che beve la birra è stata prodotta da Adult Swim e venduta sul sito ufficiale fino ad esaurimento scorte. La seconda, creata da Ted Murphy, con raffigurato Fitz in stile 007 è stata regalata al San Diego Comic-Con International 2006. Le ultime tre invece sono state create da Matt Maiellaro per promuovere la serie e raffiguravano Skillet che suona la batteria, Eye e Roostre.
Da ottobre 2018, Adult Swim ha reso disponibile un'altra maglietta con raffigurata una versione stilizzata di Fitz.
Il 12 giugno 2020, il sito di Adult Swim ha reso disponibile un ombrello con le sembianze di The New Guy. Nell'ottobre dello stesso hanno è stato prodotto un cuscino con raffigurato il protagonista in una scena della serie.

## Citazioni e riferimenti
12 oz. Mouse è protagonista di diverse comparse in altre serie animate e viceversa.
Mouse Fitzgerald è stato ispirato da un graffito posto nel retro degli uffici di Adult Swim, mentre Shark e Skillet sono apparsi rispettivamente nell'episodio Kentucky Nightmare di Space Ghost Coast to Coast e in un bumper di Adult Swim. Rhoda è stato disegnato accidentalmente sul retro di una pagina di un copione della serie animata Perfect Hair Forever di Adult Swim; la scansione della carta rivelò infatti dei contenuti testuali nel retro che lo stesso Maiellaro decise di lasciare.
Nell'episodio Tusk di Perfect Hair Forever, Skillet appare all'interno di un blotter di LSD, mentre nell'episodio Woke Up Drunk appare assieme al protagonista Mouse Fitzgerald all'interno di due fotografie. Negli episodi Muscular Distraction - A e Muscular Distraction - B di quest'ultima serie, Rod the Anime God utilizza un piccolo giocattolo con le sembianze di Fitz per attirare Catman verso di sé. Nello speciale televisivo Invictus, in uno dei monitor di Shark si può intravedere il tempio di Uncle Grandfather, personaggio di Perfect Hair Forever.
Nel lungometraggio Aqua Teen Hunger Force Colon Movie Film for Theaters, nello schermo vicino alla scrivania del supereroe Space Ghost, protagonista della serie animata Space Ghost Coast to Coast, è presente una scena tratta da un episodio della serie. Anche Perfect Hair Forever è protagonista di un piccolo cameo nel film. La bozza di Shark è stata prelevata dall'episodio L’amico degli squali di Sealab 2020, in seguito revisionata per l'episodio Escape from Leprauchpolis di Aqua Teen Hunger Force. Stessa sorte è accaduta con Felix the Bear, un orso apparso originariamente nell'episodio Kentucky Nightmare di Space Ghost Coast to Coast, che in seguito divenne uno dei personaggi secondari di Perfect Hair Forever. Anche Shark è apparso nello stesso episodio di Space Ghost Coast to Coast.
Nel 2006, il duo hip hop Danger Doom ha pubblicato l'EP Occult Hymn, con all'interno il brano Korn Dogz dedicato a 12 oz. Mouse. All'interno del brano sono presenti audio clip provenienti dall'episodio Rooster.
Nell'episodio Let's Get Shadowy di OK K.O.!, quando Fink afferma "non è quello che volevo dire", il suo viso si trasforma per qualche secondo in quello di Fitzgerald. Nella serie è presente anche un personaggio chiamato Shadowy Figure come in 12 oz. Mouse. Il creatore della serie Ian Jones-Quartey ha precedentemente espresso interesse in merito alla serie, affermando di essere "eccitato" per il ritorno di 12 oz. Mouse con Invictus.